# Airinė Palšytė
Airinė Palšytė (Kaunas, 13 luglio 1992) è un'altista lituana.

## Biografia
Nel 2009 arriva quarta ai Campionati del mondo allievi e partecipa nel 2010 ai Campionati del mondo indoor senza raggiungere la finale.
Nel 2010 si diploma campionessa nazionale saltando 1,78 m. A marzo 2017 vince la medaglia d'oro agli Europei indoor di Belgrado con la misura di 2,01 m, nuovo record personale indoor.
Il suo primato personale outdoor di salto in alto è di 1,98 m, raggiunti in due occasioni, nel luglio e nell'agosto 2014.

## Palmarès
| Anno | Manifestazione    | Sede           | Evento        | Risultato | Prestazione | Note                                     |
| ---- | ----------------- | -------------- | ------------- | --------- | ----------- | ---------------------------------------- |
| 2008 | Mondiali juniores | Bydgoszcz      | Salto in alto | 19ª (q)   | 1,74 m      |                                          |
| 2009 | Mondiali allievi  | Bressanone     | Salto in alto | 4ª        | 1,82 m      |                                          |
| 2010 | Mondiali indoor   | Doha           | Salto in alto | 16ª (q)   | 1,92 m      |                                          |
| 2010 | Mondiali juniores | Moncton        | Salto in alto | Argento   | 1,89 m      |                                          |
| 2010 | Europei           | Barcellona     | Salto in alto | 18ª (q)   | 1,90 m      |                                          |
| 2011 | Europei indoor    | Parigi         | Salto in alto | 19ª (q)   | 1,85 m      |                                          |
| 2011 | Europei juniores  | Tallinn        | Salto in alto | Argento   | 1,91 m      | Miglior prestazione personale            |
| 2011 | Universiadi       | Shenzhen       | Salto in alto | Argento   | 1,96 m      | Record nazionale                         |
| 2012 | Mondiali indoor   | Istanbul       | Salto in alto | 9ª (q)    | 1,92 m      | Miglior prestazione personale stagionale |
| 2012 | Europei           | Helsinki       | Salto in alto | 9ª        | 1,89 m      |                                          |
| 2012 | Giochi olimpici   | Londra         | Salto in alto | 10ª       | 1,89 m      |                                          |
| 2013 | Europei under 23  | Tampere        | Salto in alto | Argento   | 1,92 m      | Miglior prestazione personale stagionale |
| 2013 | Mondiali          | Mosca          | Salto in alto | 11ª       | 1,89 m      |                                          |
| 2014 | Mondiali indoor   | Sopot          | Salto in alto | 10ª (q)   | 1,92 m      |                                          |
| 2014 | Europei           | Zurigo         | Salto in alto | 13ª       | 1,90 m      |                                          |
| 2015 | Europei indoor    | Praga          | Salto in alto | 4ª        | 1,94 m      |                                          |
| 2015 | Universiadi       | Gwangju        | Salto in alto | Oro       | 1,84 m      |                                          |
| 2015 | Mondiali          | Pechino        | Salto in alto | 14ª (q)   | 1,89 m      |                                          |
| 2016 | Mondiali indoor   | Portland       | Salto in alto | 4ª        | 1,96 m      |                                          |
| 2016 | Europei           | Amsterdam      | Salto in alto | Argento   | 1,96 m      | Miglior prestazione personale stagionale |
| 2016 | Giochi olimpici   | Rio de Janeiro | Salto in alto | 13ª       | 1,88 m      |                                          |
| 2017 | Europei indoor    | Belgrado       | Salto in alto | Oro       | 2,01 m      | Record nazionale                         |
| 2017 | Mondiali          | Londra         | Salto in alto | 7ª        | 1,92 m      |                                          |
| 2017 | Universiadi       | Taipei         | Salto in alto | Bronzo    | 1,91 m      |                                          |
| 2018 | Europei           | Berlino        | Salto in alto | 4ª        | 1,96 m      | Miglior prestazione personale stagionale |
| 2019 | Europei indoor    | Glasgow        | Salto in alto | Bronzo    | 1,97 m      |                                          |
| 2019 | Mondiali          | Doha           | Salto in alto | 22ª (q)   | 1,85 m      |                                          |
| 2021 | Giochi olimpici   | Tokyo          | Salto in alto | 28ª (q)   | 1,86 m      |                                          |
| 2023 | Mondiali          | Budapest       | Salto in alto | 20ª (q)   | 1,85 m      |                                          |
| 2024 | Europei           | Roma           | Salto in alto | 13ª (q)   | 1,89 m      |                                          |
| 2024 | Giochi olimpici   | Parigi         | Salto in alto | 15ª (q)   | 1,88 m      |                                          |